# 疏序黄荆
疏序黄荆（学名：Vitex negundo f. laxipaniculata）为马鞭草科牡荆属黄荆下的一个变型。

## 扩展阅读
- 維基物種上的相關：疏序黄荆